# Stephan Eberharter
Stephan Eberharter, né le 24 mars 1969 à Brixlegg (Autriche), est un skieur alpin autrichien.

## Biographie
Stephan Eberharter commence sa carrière en 1989 et signe son premier succès aux championnats du monde 1991 en remportant deux médailles d'or en super G et en combiné alors qu'il n'avait encore jamais gagné la moindre course en coupe du monde.
Le skieur autrichien effectue ensuite une traversée du désert : blessures et rétrogradation en coupe d'Europe. Stephan Eberharter remporte sa première victoire en coupe du monde en 1998 lors du géant de Crans-Montana. Dès lors, il reste au sommet de la hiérarchie du cirque blanc et gagne deux gros globes de cristal en 2002 et 2003, un titre olympique en géant en 2002 et un titre mondial en super G en 2003.
Il annonce son retrait de la compétition le 17 septembre 2004.

## Palmarès

### Jeux olympiques d'hiver
| Épreuve / Édition | Nagano 1998 | Salt Lake City 2002 |
| Descente          |             | Bronze              |
| Super G           | -           | Argent              |
| Slalom géant      | Argent      | Or                  |
| Slalom            | -           | -                   |
| Combiné           | -           | -                   |

### Championnats du monde
| Épreuve / Édition | Saalbach 1991 | Sierra Nevada 1996 | Vail 1999 | Sankt Anton 2001 | Saint-Moritz 2003 |
| Descente          | -             | -                  | 5e        | 7e               | 5e                |
| Super G           | Or            | Abandon            | 4e        | Argent           | Or                |
| Slalom géant      | -             | -                  | Abandon   | -                | 23e               |
| Combiné           | Or            | -                  | -         | -                | -                 |

### Coupe du monde
- Vainqueur du classement général en 2002 et 2003
  - Vainqueur de la coupe du monde de descente en 2002, 2003 et 2004
  - Vainqueur de la coupe du monde de super G en 2002 et 2003
  - 75 podiums dont 29 victoires (18 en descente, 6 en super G et 5 en géant)

#### Différents classements en coupe du monde
| Année/Classement | Année/Classement | Général | Général | Descente | Descente | Super G | Super G | Géant  | Géant  | Slalom | Slalom | Combiné | Combiné |
| ---------------- | ---------------- | ------- | ------- | -------- | -------- | ------- | ------- | ------ | ------ | ------ | ------ | ------- | ------- |
| Année/Classement | Année/Classement | Class.  | Points  | Class.   | Points   | Class.  | Points  | Class. | Points | Class. | Points | Class.  | Points  |
| 1990             | 1990             | 32e     | 45      | -        | -        | 14e     | 26      | 18e    | 19     | -      | -      | -       | -       |
| 1991             | 1991             | 12e     | 88      | -        | -        | 2e      | 33      | 7e     | 35     | 25e    | 9      | 5e      | 11      |
| 1992             | 1992             | 36e     | 261     | 57e      | 10       | 27e     | 68      | 43e    | 19     | 33e    | 54     | 5e      | 110     |
| 1993             | 1993             | 29e     | 249     | 50e      | 10       | 12e     | 158     | 42e    | 12     | -      | -      | 10e     | 69      |
| 1995             | 1995             | 104e    | 23      | 45e      | 19       | 51e     | 4       | -      | -      | -      | -      | -       | -       |
| 1998             | 1998             | 3e      | 1030    | 7e       | 377      | 3e      | 220     | 4e     | 388    | -      | -      | 9e      | 45      |
| 1999             | 1999             | 4e      | 1079    | 7e       | 339      | 2e      | 330     | 2e     | 410    | -      | -      | -       | -       |
| 2000             | 2000             | 6e      | 904     | 5e       | 454      | 7e      | 246     | 16e    | 154    | -      | -      | 9e      | 50      |
| 2001             | 2001             | 2e      | 875     | 2e       | 562      | 4e      | 208     | 21e    | 105    | -      | -      | -       | -       |
| 2002             | 2002             | 1er     | 1702    | 1er      | 810      | 1er     | 470     | 3e     | 422    | -      | -      | -       | -       |
| 2003             | 2003             | 1er     | 1333    | 1er      | 790      | 1er     | 356     | 16e    | 147    | -      | -      | 12e     | 40      |
| 2004             | 2004             | 2e      | 1223    | 1er      | 831      | 3e      | 312     | 29e    | 65     | -      | -      | 22e     | 15      |

#### Détail des victoires
| Édition / Épreuve | Descente                                                                  | Super G                                      | Géant                  | Total |
| 1998              | –                                                                         | –                                            | Crans-Montana          | 1     |
| 1999              | –                                                                         | Aspen                                        | Park City Ofterschwang | 3     |
| 2001              | Lake Louise Kvitfjell                                                     | –                                            | –                      | 2     |
| 2002              | Val d'Isère Val Gardena Wengen Kitzbühel Saint-Moritz Altenmarkt          | Val d'Isère Kitzbühel Garmisch-Partenkirchen | Saint-Moritz           | 10    |
| 2003              | Lake Louise Beaver Creek Val d'Isère Bormio Wengen Garmisch-Partenkirchen | Lake Louise Lillehammer                      | Sölden                 | 9     |
| 2004              | Chamonix Kitzbühel Garmisch-Partenkirchen Kvitfjell                       | –                                            | –                      | 4     |
| Total             | 18                                                                        | 6                                            | 5                      | 29    |

### Coupe d'Europe
Vainqueur du classement général de la coupe d'Europe à deux reprises, en 1989 et 1997, Stephan Eberharter est le deuxième skieur à réaliser cette performance après Marcel Sulliger titré en 1992 et 1993.

#### Différents classements en coupe d'Europe
| Année/Classement | Général | Général | Descente | Descente | Super G | Super G | Slalom géant | Slalom géant |
| ---------------- | ------- | ------- | -------- | -------- | ------- | ------- | ------------ | ------------ |
| Année/Classement | Class.  | Points  | Class.   | Points   | Class.  | Points  | Class.       | Points       |
| 1988-1989        | 1er     | 152     | ?        | ?        | ?       | ?       | ?            | ?            |
| 1994-1995        | 27e     | 53      | -        | -        | 13e     | 23      | 14e          | 30           |
| 1995-1996        | 14e     | 93      | 5e       | 51       | 9e      | 32      | 36e          | 10           |
| 1996-1997        | 1er     | 1309    | 1er      | 493      | 1er     | 422     | 2e           | 394          |

### Arlberg-Kandahar
- Meilleur résultat : 4e place dans le combiné 1992 à Garmisch-Partenkirchen.